# Xylocrius cribratus
Xylocrius cribratus är en skalbaggsart som beskrevs av Leconte 1873. Xylocrius cribratus ingår i släktet Xylocrius och familjen långhorningar. Inga underarter finns listade i Catalogue of Life.